# 正義悍將
是一部2008年的美國犯罪驚悚電影，由大衛·艾爾執導，奇洛·李維斯、科力士·韋德加、克里斯·伊凡、休·羅利、凡夫俗子、The Game等人主演。劇情主要描述警察間不可告人的內鬥與貪腐，而一位被誣陷的正義警察著手調查槍殺昔日同袍的兇手，並且釐清各種線索，維護正義的價值。此片由福斯電影發行，美國於2008年4月11日發行，台灣於隔週4月18日上映。
續集《正義悍將2：汽車城》於2011年4月19日以DVD首映方式發行，且僅有演員克利夫頓·包威爾回歸。

## 劇情
汤姆·勒德洛是一個滿腔熱血且经验丰富的洛杉矶警察，他是警局中最懂得如何打击犯罪分子的人，而且他那“先开枪，后说事”的凌厉作风，正是让罪犯闻风丧胆的主要原因，但同时，他的这种做法也让本应该以“人民公仆”形象示人的警察，受到了公众的指责。
即使如此，却没有人敢否认汤姆在打击罪犯上所取得的无人能及的功绩，在队长旺德的带领下，汤姆和他的同事们虽然漠视了那些条条框框的明文规定，却成了警局中最勇猛、最有效率的一支警察队伍。然而身为警察，行事手法却如此粗暴，也让汤姆成了受到控告而被调查的目标，就连他的老搭档泰伦斯·华盛顿，也认为汤姆完全失去了控制。
为了确认泰伦斯能够在接受调查的时候守口如瓶，汤姆悄悄跟踪他去了一家商店，没想到却是眼睁睁地看着泰伦斯死在了自己的怀里……汤姆变成杀死泰伦斯的头号嫌疑犯，在旺德和其他信任他的同事的百般努力下，才算是撇清了嫌疑。可是通过这次指控，汤姆却察觉到了蛛丝马迹，他认为泰伦斯的死的背后肯定隐藏了一些不可告人的秘密，他要跟踪线索找到真相，任何事情都不可能阻止他。

## 角色
- 奇洛·李維斯 飾 湯姆·勒德洛警探（Tom Ludlow）
- 科力士·韋德加 飾 傑克·旺德組長（Jack Wander）
- 基斯·伊雲斯 飾 保羅·迪斯肯警探（Paul Diskant）
- 休·劳瑞 飾 詹姆斯·畢格斯組長（James Biggs）
- 娜奧米·哈里斯 飾 琳達·華盛頓（Linda Washington）
- 約翰·科貝特 飾 丹提·迪邁爾警探（Dante Demille）
- 塞德里克·凱爾斯（英语：Cedric the Entertainer） 飾 Winston AKA "Scribble"
- 傑·摩爾 飾 Michael "Mike" Clady中士
- 泰瑞·克魯斯 飾 Terrence Washington警探
- 凡夫俗子 飾 冒充"Coates"的人
- 克列·沙希德·史隆（英语：Cle Shaheed Sloan） 飾 LeShawn
- The Game 飾 Grill
- 瑪莎·希加瑞蓮（英语：Martha Higareda） 飾 葛瑞絲·賈西亞（Grace Garcia）
- 阿莫瑞·諾拉斯克 飾 Cosmo Santos警探
- 克利夫頓·包威爾（英语：Clifton Powell） 飾 格林中士（Green）
- 諾爾·古格列米（英语：Noel Gugliemi） 飾 Quicks

## 外部連結
- 官方網站 （页面存档备份，存于）
- 互联网电影数据库（IMDb）上《正義悍將》的资料（英文）
- 爛番茄上《正義悍將》的資料（英文）
- Metacritic上《正義悍將》的資料（英文）
- Box Office Mojo上《正義悍將》的資料（英文）
- AllMovie上《正義悍將》的资料（英文）